# Astronomy and Geophysics
Astronomy and Geophysics é uma revista científica que publica estudos e matérias relacionados com astronomia e geofísica. É publicada pela Royal Astronomical Society, e é a revista que publica notícias oficiais relacionados com a última.